# روبرت كلارك
روبرت كلارك (بالإنجليزية: Robert Clarke)‏ مواليد 1 يونيو 1920 في أوكلاهوما سيتي، الولايات المتحدة - الوفاة 11 يونيو 2005 في فالي فيليج، الولايات المتحدة، هو ممثل ومخرج ومنتج أمريكي بدأ مسيرته الفنية سنة 1944. امتدت مسيرته الفنية لأكثر من 61 عاما.

## الأعمال
- ابنة المزارع
- تمبكتو

## روابط خارجية
- روبرت كلارك على موقع IMDb (الإنجليزية)
- روبرت كلارك على موقع ألو سيني (الفرنسية)
- روبرت كلارك على موقع ألو سيني (الفرنسية)
- روبرت كلارك على موقع أول موفي (الإنجليزية)
- روبرت كلارك على موقع قاعدة بيانات الأفلام السويدية (السويدية)
- روبرت كلارك على موقع قاعدة بيانات الفيلم (الإنجليزية)
- روبرت كلارك على موقع كينوبويسك (الروسية)
- روبرت كلارك على موقع كينوبويسك (الروسية)